# Muhlenbergia alamosae
Muhlenbergia alamosae är en gräsart som beskrevs av George Vasey. Muhlenbergia alamosae ingår i släktet muhlygräs, och familjen gräs. Inga underarter finns listade i Catalogue of Life.